# 傅立葉數
傅立葉數（英語：Fourier number；Fo）在物理學及工程學領域是一個用來描述非穩態熱傳導及分子擴散的無因次量。以約瑟夫·傅立葉之名命名。概念上，它的物理意義是傳導或擴散輸送速率與熱量或質量儲存速率的比值，可視為無因次化的時間。本無因次量係由無因次化的熱傳導方程式或者菲克第二定律所推導而來的，並與畢奧數一同被應用於分析非穩態（時間相關）的輸送現象。

## 定義
一般性的傅立葉數定義為：
{\displaystyle \mathrm {Fo} ={\frac {\text{diffusive transport rate}}{\text{storage rate}}}}
熱傳導所使用的傅立葉數Foh，是定義為熱傳導速率對熱量儲存速率的比值：
{\displaystyle \mathrm {Fo} _{h}={\frac {\alpha t}{L^{2}}}}
其中：
- {\displaystyle \alpha ={\dfrac {k}{\rho c_{p}}}} 為熱擴散率。
- t 為特徵時間。
- L 為熱傳導發生處的特徵長度。

質量擴散所使用的傅立葉數，是為類比的質量傅立葉數Fom，定義為：
{\displaystyle \mathrm {Fo} _{m}={\frac {Dt}{L^{2}}}}
where:
- D 為質量擴散率
- t 為特徵時間。
- L 為質量擴散發生處的特徵長度。

## 應用
{\displaystyle {\frac {hA}{\rho Vc_{p}}}\ t={Bi\,Fo}=ln\!\left({\frac {T(t=0)-T_{\infty }}{T-T_{\infty }}}\right)}